# Signal du Lessy
Signal du Lessy är en kulle i Schweiz. Den ligger i kantonen Neuchâtel, i den västra delen av landet, 50 km väster om huvudstaden Bern. Toppen på Signal du Lessy är 1 387 meter över havet.